# Tiangong 2
Tiangong 2 (天宫二号; Tiāngōng èrhào) var en kinesisk rymdstation. Rymdstationen var ett rymdlaboratorium och Kinas andra station i omloppsbana. Uppskjutningen av Tiangong 2 gjordes den 15 september 2016 med bärraketen Chang Zheng 2F/G från Jiuquans satellituppskjutningscenter. Tiangong 2 ersätter Tiangong 1 som sköts upp 2011. Tiangong betyder "himmelskt palats".
Tiangong 2 placerades på en höjd av 393 km, att jämföra med 343 km för föregångaren Tiangong 1.
I Tiangong 2 gjordes tester kring livsuppehållande system, tankning och andra tester inför planerna av en oberoende rymdstation 2022, eller så tidigt som 2020.
Tiandgong 2 var 10,4 m lång, med maximal diameter på 3,35 m och en vikt på 8,6 ton.
Den brann som planerat upp i jordens atmosfär den 19 juli 2019.

## Dockningar

### Shenzhou 11
Under oktober och november 2016 besökte den kinesiska rymdfarkosten Shenzhou 11 med sin två man starka besättning, rymdstationen. Man stannade i 30 dagar.

### Tianzhou 1
Mellan april och september 2017 gjorde det obemannade fraktrymdskeppet Tianzhou 1 flera dockningar med rymdstationen. Man testade bland annat utrustning för att tanka rymdstationen.

## Farkoster som besökt stationen
| Farkost     | Dockning                                             | Besättning             |
| ----------- | ---------------------------------------------------- | ---------------------- |
| Shenzhou 11 | 19 oktober - november 2016                           | Jing Haipeng Chen Dong |
| Shenzhou 11 |                                                      |                        |
| Tianzhou 1  | 22 april - 19 juni 2017                              |                        |
| Tianzhou 1  | 19 juni - 21 juni 2017                               |                        |
| Tianzhou 1  | 12 - 17 september 2017                               |                        |
| Tianzhou 1  | Första flygningen av kinas obemannade lastrymdskepp. |                        |